# Doug Ball
Doug Ball (né au XXe siècle à London, Ontario, Canada) est un photojournaliste canadien. Frère de Lynn Ball, un autre photojournaliste canadien renommé, il est surtout connu pour ses photos d'évènements sportifs.

## Biographie
Doug Ball a appris l'art de la photographie à London en Ontario auprès de son père Johnny, qui fut entre autres photographe pour l'armée de l'air canadienne pendant la Seconde Guerre mondiale. En 1969, après avoir travaillé comme photographe pour le compte de La Presse canadienne à Ottawa et comme technicien d'une chambre noire à Toronto, il quitte avec son frère Lynn pour l'Australie. Ensemble, ils feront le tour du monde à bord d'une Chevrolet Corvette 1962.
Après trois ans sur la route, Doug Ball revient au Canada et travaille pour différents médias, dont La Presse canadienne et la The Gazette à Montréal
Doug Ball et son frère Lynn Ball ont tous deux travaillé pour La Presse canadienne pendant les Jeux olympiques d'été de 1976 tenus à Montréal.
En 2005, son frère Doug et lui ont publié Life on a Press Pass, livre racontant différents évènements qu'ils ont couvert à titre de photojournalistes. Malgré un succès de vente, l'éditeur du livre a déclaré faillite en juillet 2006 et les frères Ball y ont perdu plusieurs milliers de dollars canadiens.

## Photos marquantes
- Robert Stanfield's fumble[5]. En 1974, Doug Ball a pris une photo du chef du parti conservateur du Canada, candidat aux élections fédérales canadiennes, alors qu'il échappe un ballon de football américain. Largement diffusée à travers le Canada en première page de plusieurs journaux, elle aurait enlevé toute chance de victoire électorale au parti et à son chef.
Selon Lynn Ball, « Je crois que c'est survenu à un très mauvais moment, il fait campagne contre M. Trudeau, qui est perçu comme un homme très athlétique par le public [canadien] - il fait du plongeon et d'autres choses, subitement apparaît cette photo d'un ballon et de M. Stanfied, cet homme accroupi, chauve et à lunettes. Dit autrement, ça n'a pas aidé[trad 1],[6]. »

- Pierre Trudeau's pirouette[7]. Cette photo de 1977 montre le premier du Canada Pierre Trudeau faire secrètement une pirouette à l'arrière de la reine Élisabeth II au palais de Buckingham. Ils participent tous deux au sommet du G7 qui se tient à Londres en Angleterre[8]. C'est probablement la photo la mieux connue de Trudeau.
« Nous croyons que cette photo exprime le mieux son caractère anti-conformisme et son dédain démocratique pour la cérémonie aristocratique[trad 2],[9]. »

### Traductions de
1. ↑  (en) « I think it came at a particularly bad time, campaigning against Mr. Trudeau, who was perceived by the public as a very athletic guy - flips off diving boards and you name it, then all of a sudden there's this picture of a football and Mr. Stanfield, this crouched-over, bald guy in glasses. Put it this way: it didn't help »
2. ↑  (en) « The picture, we have been led to believe, expresses his maverick anti-conformism, his democratic disdain for aristocratic pomp. »